# Friedrich Vogt (Politiker, 1921)
Friedrich Vogt (* 1. August 1921 in Detmold; † 2. Oktober 2009 ebenda) war ein deutscher SPD-Politiker und Bürgermeister von Detmold.

## Leben
Friedrich Vogt war ab 1961 Ratsherr von Pivitsheide V. H. und von 1967 bis zur Eingemeindung nach Detmold am 1. Januar 1970 dessen Bürgermeister. In Pivitsheide V. H. war er außerdem Ortsvorsteher, Rektor der Vor- und Grundschule und Vorsitzender des Sportvereins SuS Pivitsheide.
Ab April 1970 war Vogt stellvertretender Bürgermeister von Detmold und Ratsherr, 1972 wurde er zum Bürgermeister gewählt. Er war ab dem 4. Mai 1975 Mitglied des Kreistages und von 1977 bis 1989 Mitglied der Verbandsversammlung des Landesverbandes Lippe. 1988 entschloss Vogt sich, nicht erneut für das Amt zu kandidieren und übergab am 19. Oktober 1989 das Amt an seinen Nachfolger Friedrich Brakemeier. Nach Unstimmigkeiten mit seinen Parteigenossen zog er sich im selben Jahr aus Politik und Öffentlichkeit zurück. Er starb am 2. Oktober 2009.
In seine Amtszeit fällt die Gründung des Schulzentrums Mitte.